# De Bal
De Bal is een artistiek kunstwerk in Amstelveen van kunstenaar Cindy Bakker.
De gemeenteraad van Amstelveen besloot in 2019 om voor de jaren 2020, 2021 en 2022 geld beschikbaar te stellen voor de productie van meerdere 'kindvriendelijke' kunstwerken. Daarmee hoopte de raad kinderen op jongere leeftijd in aanraking te laten komen met beeldende kunst.
Kunstenaar Cindy Bakker kreeg in 2021 de opdracht voor het vervaardigen van een kunstwerk. Zij maakte twee ontwerpen die via het participatieplatform DenkMee aan de buurt werden gepresenteerd. Bewoners konden hun stem uitbrengen voor het ontwerp wat zij graag uitgevoerd zagen worden in het Wijkpark Middenhoven. Het ontwerp voor het kunstwerk De Bal kwam als winnaar uit de bus.
In 2023 werd het werk onthuld door wethouder Herbert Raat en kinderen van de nabij gelegen kinderopvang. De ballen staan in een opstelling rondom een lantaarnpaal. De valdempende vloer is gemaakt van gerecyclede sportschoenen.